# 2013-as wimbledoni teniszbajnokság
A 2013-as wimbledoni teniszbajnokság az év harmadik Grand Slam-tornája, a wimbledoni teniszbajnokság 127. kiadása volt. Az eseményt 2013. június 24. és július 7. között rendezték meg Londonban. A mérkőzéseket az All England Lawn Tennis and Croquet Club füves pályáin játszották le.

## Döntők

### Férfi egyes
Andy Murray –  Novak Đoković 6–4, 7–5, 6–4

### Női egyes
Marion Bartoli –  Sabine Lisicki 6–1, 6–4

### Férfi páros
Bob Bryan /  Mike Bryan –  Ivan Dodig /  Marcelo Melo 3–6, 6–3, 6–4, 6–4

### Női páros
Hszie Su-vej /  Peng Suaj –  Ashleigh Barty /  Casey Dellacqua 7–6(1), 6–1

### Vegyes páros
Daniel Nestor /  Kristina Mladenovic –  Bruno Soares /  Lisa Raymond 5–7, 6–2, 8–6

### Juniorok

#### Fiú egyéni
Gianluigi Quinzi –  Chung Hyeon, 7–5, 7–6(2)

#### Lány egyéni
Belinda Bencic –  Taylor Townsend, 4–6, 6–1, 6–4

#### Fiú páros
Thanasi Kokkinakis /  Nick Kyrgios –  Enzo Couacaud /  Stefano Napolitano, 6–2, 6–3

#### Lány páros
Barbora Krejčíková /  Kateřina Siniaková –  Anhelina Kalinyina /  Irina Simanovics, 6–3, 6–1

## Világranglistapontok
| Eredmény           | Férfi egyes | Férfi páros | Női egyes | Női páros |
| ------------------ | ----------- | ----------- | --------- | --------- |
| Győzelem           | 2000        | 2000        | 2000      | 2000      |
| Döntő              | 1200        | 1200        | 1400      | 1400      |
| Elődöntő           | 720         | 720         | 900       | 900       |
| Negyeddöntő        | 360         | 360         | 500       | 500       |
| 16 között          | 180         | 180         | 280       | 280       |
| 32 között          | 90          | 90          | 160       | 160       |
| 64 között          | 45          | 0           | 100       | 5         |
| 128 között         | 10          | –           | 5         | –         |
| Főtáblára jutás    | 25          | 25          | 60        | 48        |
| Selejtező (3. kör) | 16          | –           | 50        | –         |
| Selejtező (2. kör) | 8           | –           | 40        | –         |
| Selejtező (1. kör) | 0           | –           | 2         | –         |

## Pénzdíjazás
A torna teljes díjazása 22 560 000 angol font volt. Ez több mint 40%-os emelést jelentett az előző évhez képest, s ezzel a wimbledoni tenisztorna összdíjazása minden korábbi Grand Slam-tornáénál nagyobb volt.
| Eredmény             | Egyes*        | Páros**                                                                   | Vegyes páros**                                                            |
| Győzelem             | 1 600 000 £   | 300 000 £                                                                 | 92 000 £                                                                  |
| Döntő                | 800 000 £     | 150 000 £                                                                 | 46 000 £                                                                  |
| Elődöntő             | 400 000 £     | 75 000 £                                                                  | 23 000 £                                                                  |
| Negyeddöntő          | 205 000 £     | 37 500 £                                                                  | 10 500 £                                                                  |
| 16 között            | 105 000 £     | 20 000 £                                                                  | 5200 £                                                                    |
| 32 között            | 63 000 £      | 12 000 £                                                                  | 2600 £                                                                    |
| 64 között            | 32 000 £      | 7750 £                                                                    | 1300 £                                                                    |
| 128 között           | 23 500 £      | –                                                                         | –                                                                         |
| Összesen             | 8 588 000 £*  | 1 350 000 £*                                                              | 330 000 £                                                                 |
| Selejtező (döntő)    | 12 000 £      | *Nemenként **Csapatonként ***128-as tábla (férfiak) ****96-os tábla (nők) | *Nemenként **Csapatonként ***128-as tábla (férfiak) ****96-os tábla (nők) |
| Selejtező (2. kör)   | 6000 £        | *Nemenként **Csapatonként ***128-as tábla (férfiak) ****96-os tábla (nők) | *Nemenként **Csapatonként ***128-as tábla (férfiak) ****96-os tábla (nők) |
| Selejtező (1. kör)   | 3000 £        | *Nemenként **Csapatonként ***128-as tábla (férfiak) ****96-os tábla (nők) | *Nemenként **Csapatonként ***128-as tábla (férfiak) ****96-os tábla (nők) |
| Összesen (selejtező) | 576 000 £***  | *Nemenként **Csapatonként ***128-as tábla (férfiak) ****96-os tábla (nők) | *Nemenként **Csapatonként ***128-as tábla (férfiak) ****96-os tábla (nők) |
| Összesen (selejtező) | 432 000 £**** | *Nemenként **Csapatonként ***128-as tábla (férfiak) ****96-os tábla (nők) | *Nemenként **Csapatonként ***128-as tábla (férfiak) ****96-os tábla (nők) |